# Louis Marquis
Louis Marquis (* 14. September 1929 in Mervelier) ist ein ehemaliger Schweizer Leichtathlet, der sich auf das Gehen spezialisiert hatte.

## Sportliche Karriere
Louis Marquis trat für den Rapid-Club Genève an. Er gewann mehrere Schweizer Meistertitel sowohl über 20 Kilometer als auch über 50 Kilometer. Sein älterer Bruder Gilbert Marquis war ebenfalls als Geher bei Olympischen Spielen.
1958 bei den Europameisterschaften in Stockholm fand zunächst das 20-km-Gehen statt. Louis Marquis erreichte das Ziel als Fünfter von 14 Teilnehmern mit einer halben Sekunde Rückstand auf den Drittplatzierten. Drei Tage später trat Marquis auch beim 50-km-Gehen an und belegte den achten Platz unter 14 Startern, von denen 11 in die Wertung kamen.
Zwei Jahre später bei den Olympischen Spielen in Rom traten 36 Geher über 20 Kilometer an, von denen 28 ins Ziel kamen. Louis Marquis belegte den 17. Platz. Das 50-km-Gehen fand fünf Tage später statt. Von 39 Startern kamen 28 in die Wertung, darunter alle drei Geher aus der Schweiz. Louis Marquis war als 22. bester Vertreter seines Landes.

## Fussnoten
1. ↑  Schweizer Meister bei gbrathletics.com
2. ↑  20 Kilometer 1958 bei Todor Krastevs Seite todor66.com
3. ↑  50 Kilometer 1958 bei Todor Krastevs Seite todor66.com
4. ↑  20 Kilometer 1960 in der Datenbank von Olympedia.org (englisch), abgerufen am 3. Juni 2025.
5. ↑  50 Kilometer 1960 in der Datenbank von Olympedia.org (englisch), abgerufen am 3. Juni 2025.

| Personendaten    | Personendaten          |
| ---------------- | ---------------------- |
| NAME             | Marquis, Louis         |
| KURZBESCHREIBUNG | Schweizer Leichtathlet |
| GEBURTSDATUM     | 14. September 1929     |
| GEBURTSORT       | Mervelier              |